# پسران پرواز (فیلم ۲۰۰۴)
پسران پرواز (انگلیسی: Flying Boys؛‏ کره‌ای: 발레 교습소) یک فیلم محصول سال ۲۰۰۴ کره جنوبی به کارگردانی بیون یونگ جو و با بازی یون که سانگ و کیم مین جونگ است. این فیلم ۱۱۴٬۴۷۸ بلیت در کره جنوبی فروخت.

## بازیگران
- یون که سانگ در نقش کانگ مین جه
- کیم مین جونگ در نقش هوانگ‌بو سوجین
- دو جی وون در نقش جونگ سوک
- اون جو وان در نقش چانگ سوب
- لی جون گی در نقش دونگ وان
- گرینا پارک در نقش سونگ اون
- نا اون کیونگ
- لی جونگ وون
- کیم دونگ ووک در نقش کیم کی ته
- کیم کاپ سو در نقش دستیار معلم (حضور افتخاری)